# Tubificoides vestibulatus
Tubificoides vestibulatus är en ringmaskart som beskrevs av Erséus och Bonomi 1987. Tubificoides vestibulatus ingår i släktet Tubificoides och familjen glattmaskar. Inga underarter finns listade i Catalogue of Life.